# Libiąż Wielki
Libiąż Wielki (Libiąż Duży) – część miasta Libiąż, w województwie małopolskim, w powiecie chrzanowskim. Do 1955 samodzielna wieś.
Nazwę Lubiąż Duży na Lubiąż Wielki zmieniono w 2017 r.
Leży w środkowo-zachodniej części miasta, na zachód od centrum Libiąża, od którego jest oddzielony polami. Libiąż Wielki to typowa ulicówka, rozpościerając się wzdłuż ulicy Floriańskiej. Od południa styka się z ulicą Oświęcimską, główną arterią Libiąża.
Libiąż Wielki stanowił do 1934 gminę jednostkową w powiecie chrzanowskim w województwie krakowskie, która 1 sierpnia 1934 weszła w skład nowo utworzonej zbiorowej gminy Libiąż Mały.
Podczas II wojny światowej włączony do III Rzeszy i przemianowany na Liebenzberg.
Po wojnie stanowił jedną z czterech gromad gminy Libiąż Mały.
W związku z reformą znoszącą gminy w 1954 roku, Libiąż Wielki wszedł w skład gromady Libiąż Mały.
Gromadę Libiąż Mały zniesiono 1 stycznia 1956 w związku z nadaniem jej statusu osiedla, przez co Libiąż Wielki stał się integralną częścią Libiąża Małego. W związku z nadaniem osiedlu Libiąż Mały 1 stycznia 1969 praw miejskich Libiąż Wielki stał się częścią miasta Libiąż.